# レメディオス・バロ
レメディオス・バロ・ウランガ（Remedios Varo Uranga,マリア・デ・ロス・レメディオス・バロ・イ・ウランガ,  1908年12月16日 -1963年10月8日）はスペイン・ジローナ生まれのシュルレアリスムの画家。後にフランスを経て、メキシコに移住した。

## 生涯
スペイン（カタロニア、Anglés Cataluña）に父ドン・ロドリゴ・バロ・セハルバと、母ドウニャ・イグラシア・ウランガ・ベルガレーチェの間に3人兄弟の第2子、唯一の女児として生まれた。父ロドリゴは建設業者で仕事の関係上、スペイン全土、北アフリカにまで家族と共に赴いた。父は子供たちにリベラルな教育を受けさせたかったが、母の希望で中流家庭の子弟が学ぶカトリック系の学校に学んだ。カトリックの社会的・宗教的価値を詰め込まれる厳しい学校生活はバロにとって苦痛であり、冒険物語や旅行記、神秘主義や東洋思想に魅せられたと述懐している。父は彼女に絵の才能を認め、バロは15歳の時、サン・フェルナンド美術学校に入学する。同時期にサルバドール・ダリも就学していたこの美術学校は、完全主義の訓練で知られており、バロはここで絵画の基礎技術をたたきこまれた。
1930年に美術学校の同級生であるヘラルド・リサラーガと初めの結婚をし、パリに移る。そこでのシュルレアリスム運動に大きく影響された。1936年にスペイン内戦下のバルセロナで、フランスのシュルレアリスムの詩人バンジャマン・ペレに出会い、リサラーガと婚姻関係にあるにもかかわらず、1937年4月に彼とともに内戦を逃れてパリに行き、内縁の妻となる。
1940年にパリに進軍したドイツのナチによるシュルレアリストへの迫害を逃れて、1941年暮れにメキシコにペレとともに移住。当初メキシコは、一時的な逃亡先のつもりであったが、結局その地で生涯を閉じた。一人でパリに戻ったベンジャマン・ペレとは別れることになった。メキシコでの後半生で、バロはワルター・グルーン（Walter Gruen）という男性と強いつながりを持つようになる。彼は強制収容所に耐えた後にヨーロッパを脱出したオーストリア人で、バロの才能を信じていて、バロが絵画に専心できるよう援助し、結局バロは彼と最後となる結婚をしている。
メキシコでは、フリーダ・カーロ、ディエゴ・リベラといった現地の美術家たちと知り合った。しかし、バロがもっとも親しくしていたのは同じ境遇の亡命者・国外追放者たちで、とくにイギリス人女性画家レオノーラ・キャリントンと仲が良かった。
1949年以後、バロはそのスタイルを成熟させ、独特なものに発展させた。それは美しく謎めいて、即座にバロのものとわかるスタイルだった。しばしばバロは自ら加工したメイソナイト板に油で絵を描いた。バロの色は、油絵具の混合の跡を残してはいたものの、卵テンペラを思わせる、完璧な筆さばきで綿密に線を重ねるテクニックを用いることが多かった。しかし、絶頂の極みでバロはこの世を去った。一部では自殺を疑われたが、死亡前の様子から心臓発作によるものとされた。
メキシコやアメリカ合衆国の主たる場所で開かれたバロの回顧展は成功を収め続けている。

## 主な影響

### 美術的影響
バロの仕事の多くに見られる寓話的な性格はヒエロニムス・ボスの絵を思い起こさせる。ディーン・スウィンフォードなど何人かの批評家たちは、バロの絵を非実在論（en:Irrealism）の伝統が強い「ポストモダン・アレゴリー」と評した。
バロはまた、フランシスコ・デ・ゴヤ、エル・グレコ、パブロ・ピカソ、ジョルジュ・ブラックの影響を強く受けている。アンドレ・ブルトンからシュルレアリスムを理解するうえでの影響を受けていた時期の作品は、ギリシャ生まれのイタリアの現代画家ジョルジョ・デ・キリコのシュルレアリスム作品と不思議なくらいよく似ている。
メキシコでは、バロはコロンブス以前のメキシコ文化にも強い影響を受けた。
マドンナは1995年に出したシングル『ベッドタイム・ストーリーズ』のミュージック・ビデオの映像のいくつかは、バロの『恋人たち』からインスピレーションを得たものである。

### 哲学的影響
バロは西洋、非＝西洋の神秘主義・錬金術の伝統から広範囲に影響を受けている。同じくらいバロは、カール・グスタフ・ユングやG・I・グルジエフ、P・D・ウスペンスキー、ブラヴァツキー夫人、マイスター・エックハルト、さらにスーフィズムの理論に関心を持ち、聖杯伝説、神秘的ジオメトリー（en:Sacred geometry）、錬金術、易経に心を奪われた。バロはそれらの中に、自己認識および意識の変容の手段を見付けた。

## 代表作
作品として、『菜食主義の吸血鬼たち』、『無重力現象』等々。
- 1935年 El Tejido de los Sueños
- 1942年 Gruta Magica
- 1947年 Paludismo (Libélula), El Hombre de la Guadaña (Muerte en el Mercado), La Batalla, Wahgwah, Amibiasis o los Vegetales
- 1955年 Useless Science or the Alchemist, Ermitaño meditando, La Revelacion o el Relojero, Trasmundo, El Flautista, El Paraíso de los Gatos
- 1956年 To the Happiness of Women
- 1957年 Creation of the Birds, Women’s Tailor, Caminos Tortuosos, Reflejo Lunar, El Gato Helecho
- 1958年 Celestial Pabulum
- 1959年 Exploration of the Source of the Orinoco River, Catedral Vegetal, Encounter
- 1960年 Hacia la torre, Woman Leaving the Psychoanalyst, Visit to the Plastic Surgeon’s
- 1961年 Vampiro, Embroidering the Earth’s Mantle
- 1962年 菜食主義の吸血鬼たち（Vampiros Vegetarianos）, 無重力現象（Fenomeno）, Spiral Transit
- 1963年 Naturaleza Muerta Resucitado